# Artogne
Artogne est une commune italienne de la province de Brescia, dans la région de Lombardie.

## Toponymie
Selon Lino Ertani, le nom de la commune proviendrait de la combinaison des mots lombard Hart (forteresse) et Thon (enclos rural) ; une autre interprétation relierait l'origine du nom à la combinaison de artus, mot latin désignant un lieu étroit et resserré, et ones, mot dialectal désignant l'aulne.

## Géographie

### Situation géographique
Artogne se trouve sur la rive gauche de l'Oglio, entre les communes de Gianico, Pian Camuno et Rogno.
L'altitude moyenne de la vallée est d'environ 260 m, mais le territoire communal atteint une altitude maximale de 2 060 m avec le sommet du mont Muffetto (it). 

#### Communes limitrophes
Les communes limitrophes sont Bovegno, Darfo Boario Terme, Gianico, Pezzaze, Pian Camuno, Pisogne et Rogno.

## Histoire
L'inventaire de Santa Giulia est la première trace écrite du terrain sur lequel Artogne allait se développer. Il décrit la zone d'une cour peuplée d'une centaine de personnes, vers l'an 905, parmi lesquelles on comptait un magister et cinq missi dominici, seize prébendiers et pour le reste des serfs..
À cette époque, l'abbesse du monastère de San Salvatore à Brescia possédait des cours monastiques dans la région et l'une d'entre elles, la cour de Bradella (ou Pradella), était située dans l'actuelle zone de Castellazzi à Pian Camuno. En réalité, les limites de cette cour s'étendaient plus loin, jusqu'à inclure des zones qui sont aujourd'hui les hameaux de Solato et Vissone, mais aussi Gratacasolo et Grignaghe, Pontasio et Siniga. Toujours d'après les écrits de l'inventaire de 905, la cour de Bradella devait avoir un débouché sur un lac ou une rivière et il est donc plausible de supposer que le domaine s'étendait au moins jusqu'à Rogno, où un port était probablement actif.
Du temps des Carolingiens, le territoire, comme toute la vallée de Camonica, est donnée aux moines du couvent français de Tours[Lequel ?].
Au début du deuxième millénaire, les quatre églises paroissiales de Rogno, Cividate, Cemmo et Edolo étaient actives dans le Val Camonica, autour desquelles se sont développés les établissements des différents villages.
Les véritables origines de l'agglomération d'Artogne en tant que village socialement actif remontent à l'an mille et aux premières décennies du millénaire, au tournant du Moyen Âge[évasif], lorsque les rues principales se sont également formées.
L'écrit le plus ancien qui nous soit parvenu et qui porte le nom complet d'Artonie est daté de 1041 et il s'agit de la Cartula Offertionis pro Anima (« Charte d'oblation pour l'âme »), un texte des Archives apostoliques du Vatican qui parle d'une donation au monastère de San Pietro in Monte di Serle (Brescia) faite par l'archiprêtre de Manerbio au bénéfice de l'âme de l'évêque de Brescia.
L'analyse de ce document[Lequel ?] confirme qu'en l'an 1000, le village d'Artogne était déjà établi et que son territoire était en grande partie défrichée et consacré à la culture. L'habitat était disposé en une sorte d'ellipse qui s'étendait de l'actuelle église de Sant'Andrea à la Maserade, qui forme en grande partie le centre historique tel que nous le voyons aujourd'hui, entre le Castellino et la Piazza.
Un document daté d'avril 1286, nous rapporte un vasselage et donc une concession de biens concernant le territoire d'Artogne, mais aussi de Gratacasolo, Piano et Darfo. Cela prouve qu'au moins jusqu'à la fin du XIIIe siècle, les territoires de la Bassa Valle étaient encore soumis à la direction du fief monastique de S. Giulia à Brescia et que tous ses biens étaient entre les mains des abbesses du monastère[réf. nécessaire].
La première moitié du XIVe siècle est exclusivement marquée par la montée en puissance de la noble famille Federici (it). Les Federici ne seraient en réalité qu'une branche de la noble lignée des Brusati, elle-même d'origine lombarde et liée aux comtes de Bergame. La famille s'est installé dans le château de Montecchio. La domination de la famille s'est ensuite étendue au reste des territoires limitrophes, jusqu'aux limites septentrionales du Val Camonica et jusqu'à Dalegno et Mù, dans la Valteline.
En 1348, la peste noire, qui touchait déjà de vastes territoires en Europe, atteint le nord de l'Italie, causant de nombreux décès. La région est fortement touchée, plus de la moitié de la population meurt. A Artogne, certains rapports transmis de mémoire parlent même de seulement douze personnes qui se sont sauvées de la vague de la peste noire. La reconstitution des écrits postérieurs au XIVe siècle permet de déduire que beaucoup, sinon tous, de ces douze habitants n'étaient autres que des membres de la famille Federici qui, selon l'hypothèse avancée par Andreoli, se sont sauvés en se réfugiant dans leur château de Gorzone (it).
Mais c'est précisément cet événement catastrophique qui, selon Andreoli, a marqué la disparition de la famille Brusati, qui n'est d'ailleurs plus mentionnée dans aucun document après cette date. Des douze maisons qui, selon la tradition, sont restées à Artogne, toutes sont passées aux mains des Federici, qui ont ainsi encore accru leur richesse. Les traces de la présence des Federici dans la région sont encore visibles aujourd'hui, notamment sur les pierres et les portes qui portent les armoiries en forme de bouclier qui les représentes.

## Politique et administration

### Maires
| Période                                  | Période       | Identité             | Étiquette                          | Qualité |
| ---------------------------------------- | ------------- | -------------------- | ---------------------------------- | ------- |
| 7 juin 1993                              | 14 avril 2001 | Lino Ravelli         | DC/FI                              |         |
| 14 avril 2001                            | 30 avril 2006 | Simone Quetti        | liste civique                      |         |
| 30 avril 2006                            | 16 avril 2011 | Maddalena Lorenzetti | liste civique                      |         |
| 16 avril 2011                            | 6 juin 2016   | Giampietro Cesari    | liste civique                      |         |
| 6 juin 2016                              | En cours      | Barbara Bonicelli    | liste civique / FdI / Lega Salvini |         |
| Les données manquantes sont à compléter. |               |                      |                                    |         |

### Jumelage
La ville est jumelée avec :
- Courcelles (Belgique) depuis 1999

La commune d'Artogne est jumelée avec la ville belge de Courcelles depuis février 1999. Le jumelage a fait suite à l'émigration massive de la population d'Artogne vers la communauté wallonne pour travailler dans les mines de charbon de Belgique à la fin des années 1940[réf. souhaitée]. En effet, le 23 juin 1946, le gouvernement italien a signé un accord avec le gouvernement belge qui prévoyait la fourniture de charbon en échange de l'emploi de la main-d'œuvre italienne dans les mines.

## Population et société

### Démographie
| 1568 | 1861  | 1871  | 1881  | 1901  | 1911  |
| ---- | ----- | ----- | ----- | ----- | ----- |
| 750  | 1 543 | 1 564 | 1 679 | 1 823 | 2 100 |

| 1921  | 1931  | 1936  | 1951  | 1961  | 1971  |
| ----- | ----- | ----- | ----- | ----- | ----- |
| 2 063 | 2 130 | 2 218 | 2 572 | 2 636 | 2 670 |

| 1981  | 1991  | 2001  | 2011  | 2021  | - |
| ----- | ----- | ----- | ----- | ----- | - |
| 2 823 | 2 983 | 3 134 | 3 571 | 3 567 | - |

### Sports
Le 4 juin 1998, la 19e étape du Tour d'Italie 1998 s'est achevée à la station Montecampione avec la victoire de Marco Pantani. En 2014, la station a également accueilli la 15e étape du Tour d'Italie, qui s'est terminée par la victoire de Fabio Aru.